# لوئیز مانوکیان سیمون
لوئیز مانوکیان سیمونه (ارمنی: Լուիզ Մանուկյան-Սիմոն؛ انگلیسی: Louise Manoogian Simone؛ زادهٔ ۱۹ مهٔ ۱۹۳۳ - درگذشته ۱۸ فوریهٔ ۲۰۱۹) یک بشردوست ارمنی‌تبار اهل ایالات متحده آمریکا بود که از سال ۱۹۸۹ تا ۲۰۰۲ رئیس Armenian General Benevolent Union (AGBU) بود.

## زندگی‌نامه
در ۱۹ مهٔ ۱۹۳۳ در دیترویت به دنیا آمد. پدر وی آلکس مانوکیان از سمورنا مهاجرت کرد و Masco را در سال ۱۹۲۹ بنیانگذاری نمود و در دهه ۱۹۵۰ پس از توسعه شیرآب اهرمی ثروتمند شد. لوئیز برای هشت سال عضو شورای مرکزی AGBU بود. وی با آرمان سیمون ازدواج نمود و در منهتن زندگی می کند. وی پس از زمین‌لرزه ۱۹۸۸ ارمنستان AGBU را برای امدادرسانی سازماندهی نمود. در سال ۱۹۶۲ والدین وی Louise Manoogian Simone Foundation را تاسیس نمودند. در سال ۲۰۰۷ این بنیاد ۱٫۲ میلیون دلار به برنامه مطالعات ارمنی دانشگاه میشیگان اهدا نمود. سیمونه یک دختر به نام کریستینه و دو پسر به نام‌های داوید و مارک دارد. وی در ۱۸ فوریه ۲۰۱۹ در سن ۸۵ سالگی درگذشت.